# Turkmeense presidentsverkiezingen 1992

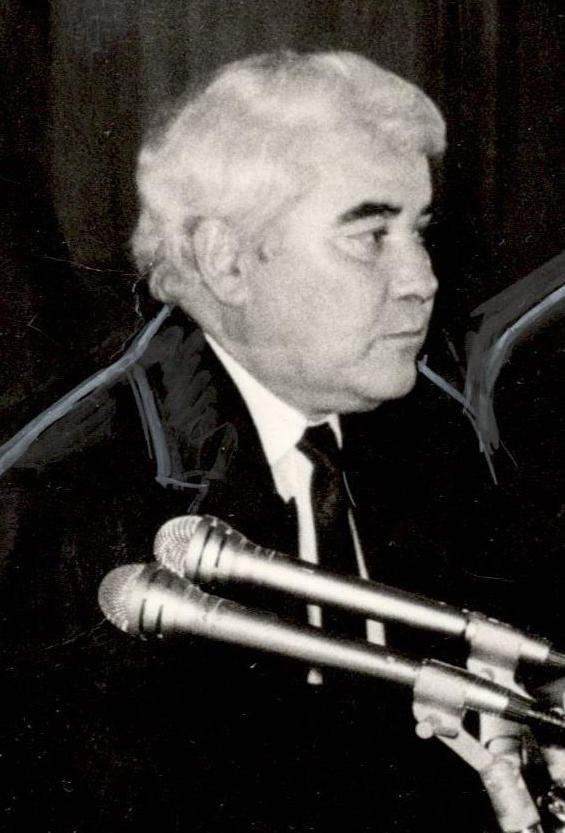
Saparmurat Niazov werd op 21 juni 1992 gekozen tot president van Turkmenistan.

De Turkmeense presidentsverkiezingen van 1992 vonden op 21 juni van dat jaar plaats en werden gewonnen door de enige kandidaat, zittend president Saparmurat Niazov (1940-2006). Niazov, de sterke man van Turkmenistan sinds 1985, werd in oktober 1990 gekozen tot president van de toenmalige Turkmeense Socialistische Sovjetrepubliek, een unierepubliek van de Sovjet-Unie. Het land verwierf in oktober 1991 haar onafhankelijkheid van de Sovjet-Unie. Om zich te legitimeren als staatshoofd van de nieuwe onafhankelijke republiek, hield Niazov in juni van 1992 presidentsverkiezingen plaats die, zoals boven al is aangegeven, werden gewonnen door de zittend president. Hij kreeg bij een opkomst van bijna 100% ruim 99,5% van de stemmen.

## Uitslag
| Naam                            | Naam                            | Partij                                | Stemmen   | %      |
| ------------------------------- | ------------------------------- | ------------------------------------- | --------- | ------ |
|                                 | Saparmurat Niazov               | Democratische Partij van Turkmenistan | 1.874.357 | 99,51% |
| Tegen                           | Tegen                           | Tegen                                 | 9.236     | 0,49%  |
| Totaal                          | Totaal                          | Totaal                                | 1.883.593 | 100%   |
|                                 |                                 |                                       |           |        |
| Geregistreerde kiezers/ opkomst | Geregistreerde kiezers/ opkomst | Geregistreerde kiezers/ opkomst       | 1.887.183 | 99,82% |
| Bron: Nohlen, et al.            |                                 |                                       |           |        |

## Nasleep
In een referendum op 15 januari 1994 sprak 99,99% van de kiezers zich bij een opkomst van 100% uit voor het verlengen van de ambtstermijn van Niazov tot 2002. Op 28 december 1999 liet Niazov zich uitroepen tot "president voor het leven", waarna de geplande verkiezingen in 2002 automatisch kwamen te vervallen. Niazov overleed in 2006; zijn opvolger Gurbanguly Berdimuhamedow, hield in 2007 presidentsverkiezingen.